# Музей народного мистецтва (Нафпліон)
Музей народного мистецтва в Нафпліоні створений під егідою Пелопоннеського фонду фольклору «Васіліс Папантоніу» (грец. Πελοποννησιακό Λαογραφικό Iδρυμα - Μουσείο «Βασίλειος Παπαντωνίου»). Представляє одну з найбільших в Греції експозиції предметів народного мистецтва та побуту, зокрема й народних костюмів, усіх областей Пелопоннесу. 1981 року музей здобув звання Європейського музею року.

## Загальні відомості
Пелопоннесський фонд фольклору «Васіліс Папантоніу» заснований 1974 року за ініціативи грецького дизайнера-сценариста Іоанни Папантоніу і названий на честь її батька. Основною метод діяльності фонду є дослідження, збереження і відображення сучасної грецької культури. Музей народного мистецтва, який був організований і належить Фонду, розташований в будівлі № 1 по вулиці Василеос Александру.

## Експозиція
Основна експозиція музею розташована на другому та третьому поверхах. Серед експонатів музею музичні інструменти, гравюри, предмети народного грецького театру, кераміки, скульптури з металу, дерева. Важливе місце в експозиції посідає зібрання народних костюмів, одягу, текстилю, більшість з них зібрані в період з кінця 19 або на початку 20 століття. Загальна кількість експонатів перевищує 25 000. В музеї впроваджена програма Аристид для пошуку та відстеження експонатів.
Цокольний поверх використовується для тимчасових художніх виставок і спеціальних заходів. Музейна крамниця також розташована на першому поверсі.

## галерея

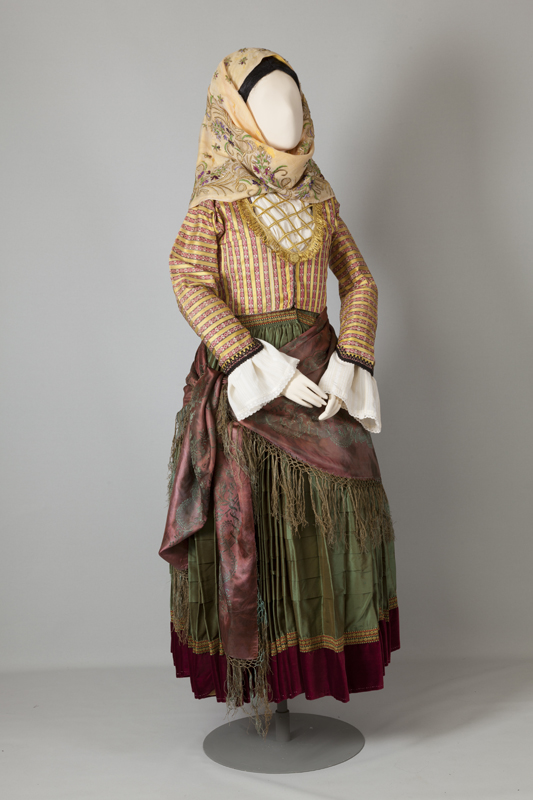
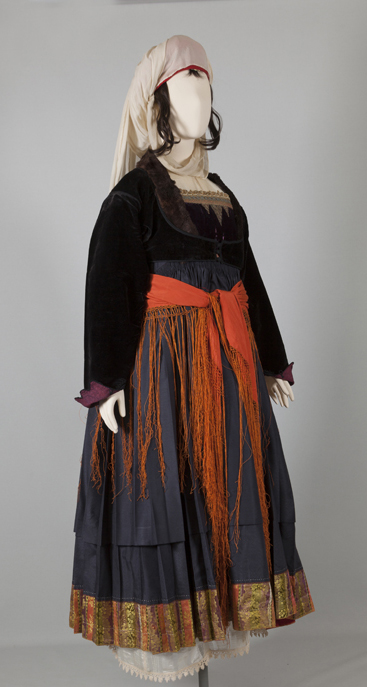
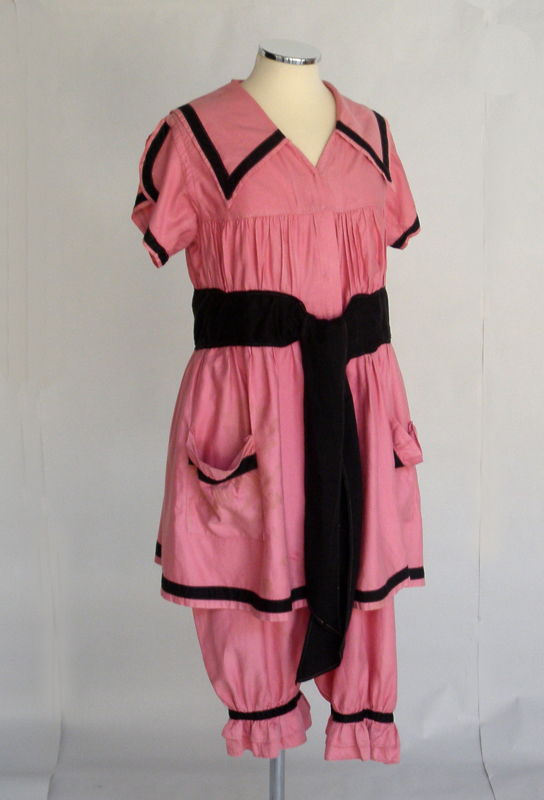
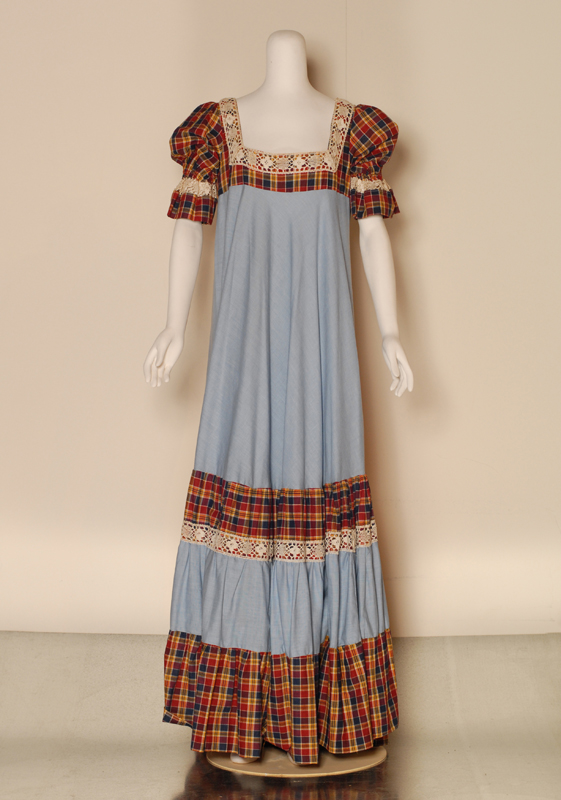
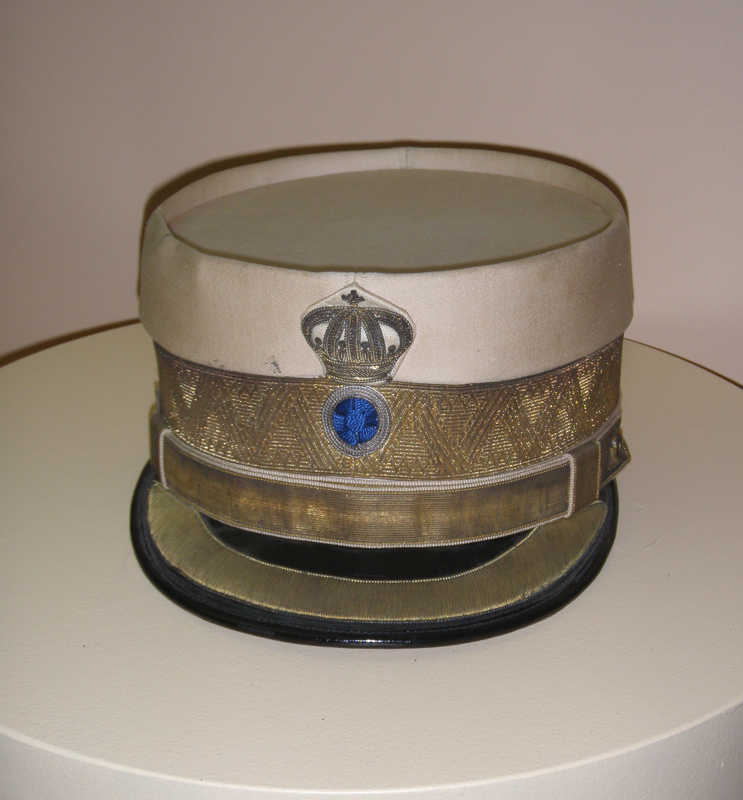
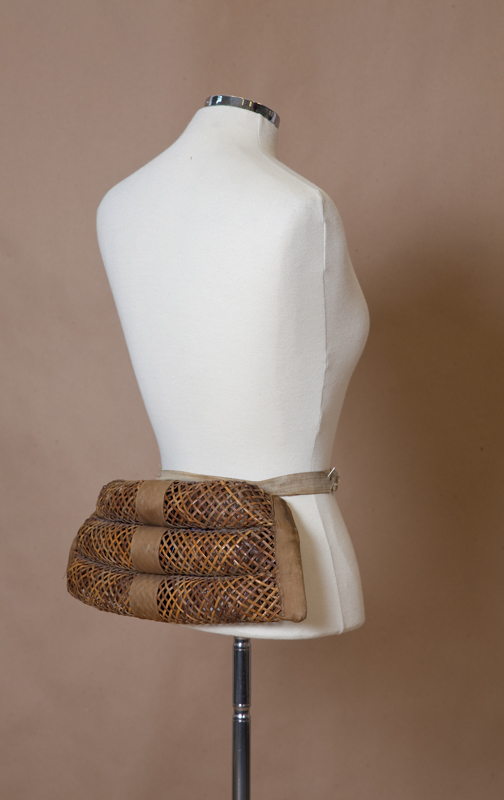
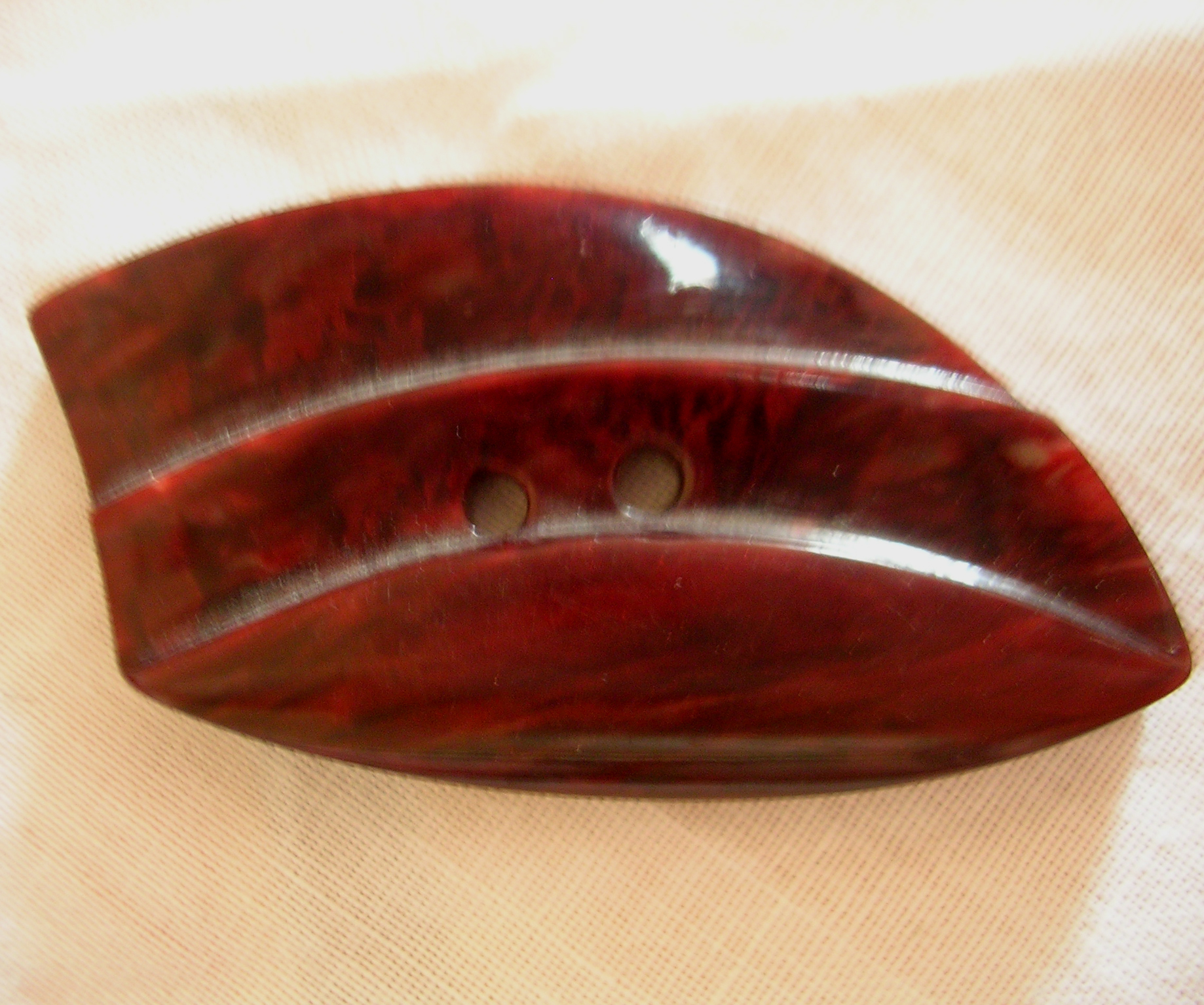